# Нікколо Джітто
Нікколо Джітто  (італ. Niccolò Gitto, 12 жовтня 1986) — італійський ватерполіст, срібний та бронзовий призер Олімпійських ігор, чемпіон світу.

## Виступи на Олімпіадах
| Олімпіада           | Дисципліна | Місце |
| ------------------- | ---------- | ----- |
| Лондон 2012         | водне поло | 2     |
| Ріо-де-Жанейро 2016 | водне поло | 3     |